# Comté de Greer
Le comté de Greer est un comté situé dans l'ouest de l'État de l'Oklahoma aux États-Unis. Le siège du comté est Mangum. Selon le recensement de 2000, sa population est de 6 061 habitants.

## Comtés adjacents
- Comté de Beckham (nord)
- Comté de Kiowa (est)
- Comté de Jackson (sud)
- Comté de Harmon (ouest)

## Principales villes
- Granite
- Mangum
- Willow